# The New Beginning in Osaka (2024)
L'édition 2024 de The New Beginning in Osaka est un Pay-per-view de catch (lutte professionnelle) produit par la promotion New Japan Pro Wrestling. L'événement a eu lieu le 11 février 2024 au Osaka Prefectural Gymnasium à Osaka. Il s'agit de la 9e édition de The New Beginning in Osaka

## Contexte
Les spectacles de la New Japan Pro Wrestling (NJPW) sont constitués de matchs aux résultats prédéterminés par les scénaristes de la compagnie. Ces rencontres sont justifiées par des storylines – une rivalité avec un catcheur, la plupart du temps – ou par des qualifications survenues dans les shows de la NJPW. Tous les catcheurs possèdent une gimmick, c'est-à-dire qu'ils incarnent un personnage gentil (Face) ou méchant (Heel), qui évolue au fil des rencontres. Un événement comme The New Beginning in Osaka est donc un événement tournant pour les différentes storylines en cours.

## Tableau des matchs
| Ordre par numéros                                                                         | Résultat | Stipulation(s)                                     | Temps   |
| ----------------------------------------------------------------------------------------- | --- | -------------------------------------------------- | ------- |
| 1                                                                                         | CHAOS (Toru Yano et Yoh) bat Ryusuke Taguchi et Oleg Boltin | Tag Team match                                     | 3:45    |
| 2                                                                                         | Bishamon (Hirooki Goto et Yoshi-Hashi) bat The United Empire (Callum Newman et Great-O-Khan)                                                                                           | Tag Team match                                     | 7:37    |
| 3                                                                                         | House of Torture (Evil, Ren Narita, Yujiro Takahashi et Sho) bat El Desperado, Shota Umino, Tiger Mask et Tomoaki Honma                                                                | 8-Man Tag Team match                               | 8:43    |
| 4                                                                                         | Just 5 Guys (SANADA, DOUKI, Taichi, Taka Michinoku et Yuya Uemura) bat Los Ingobernables de Japon (Tetsuya Naitō, Bushi, Hiromu Takahashi, Shingo Takagi et Yota Tsuji) par soumission | 10-Man Tag Team match                              | 11:05   |
| 5                                                                                         | Kazuchika Okada bat Hiroshi Tanahashi | Match simple                                       | 16:50   |
| 6                                                                                         | Bullet Club (Chase Owens et Kenta) bat Guerrillas of Destiny (El Phantasmo et Hikuleo) (c)                                                                                             | Tag Team match pour les IWGP Tag Team Championship | 13:11   |
| 7                                                                                         | Zack Sabre Jr. bat Bryan Danielson | Match simple                                       | 32:46   |
| 8                                                                                         | Bullet Club War Dogs (Alex Coughlin, Clark Connors, David Finlay, Drilla Moloney et Gabe Kidd) bat The United Empire (Will Ospreay, Francesco Akira, Henare, Jeff Cobb et TJP)         | 10-Man Tag Team Steel Cage match                   | 1:04:05 |
| La lettre C placée entre parenthèses désigne la personne ou l’équipe championne en titre. | |                                                    |         |